# اليسس لانز
اليسس لانز (بالإنجليزية: Ulysses Llanez) (مواليد 2 أبريل 2001) هو لاعب كرة قدم أمريكي يلعب كمهاجم في نادي هيرنفين على سبيل الإعارة.

## روابط خارجية
- اليسس لانز على موقع قاعدة بيانات كرة القدم.إي يو (الإنجليزية)
- اليسس لانز على موقع ليكيب (الفرنسية)
- اليسس لانز على موقع ناشيونال فوتبول تيمز (الإنجليزية)
- اليسس لانز على موقع Soccerway.com (الإنجليزية)
- اليسس لانز على موقع عالم كرة القدم.نت (الإنجليزية)